# Otto Altenkirch

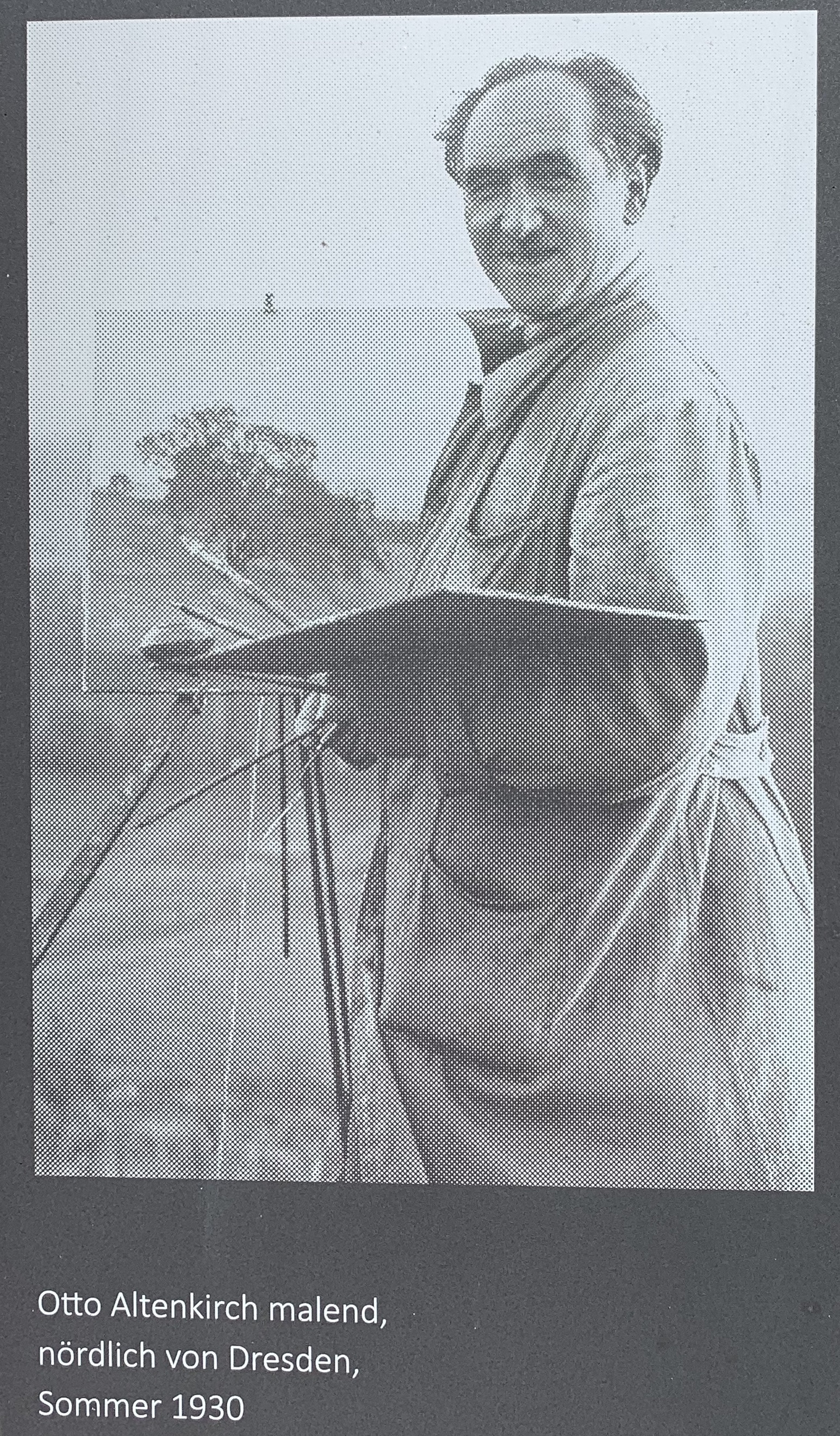
Otto Altenkirch

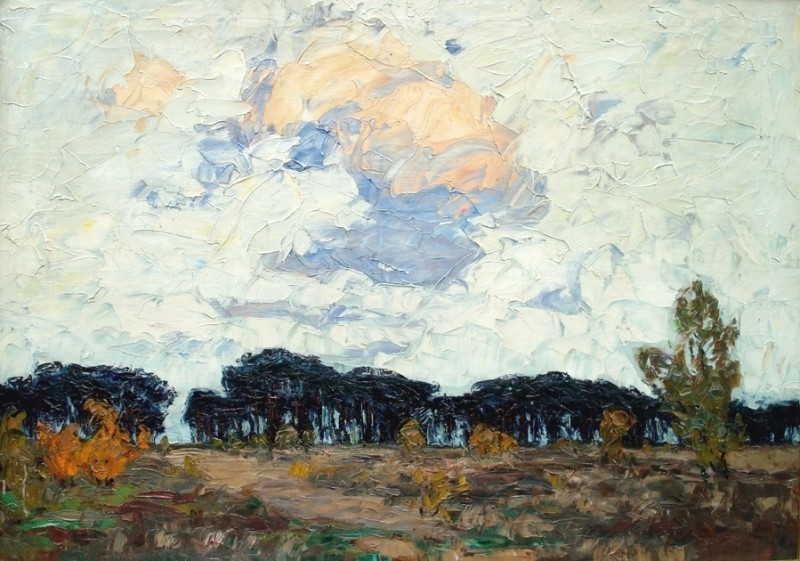
Otto Altenkirch: Heideland, en Dresden Heller

Otto Altenkirch (* 2 de enero de 1875 en Ziesar, distrito de Jerichow I, provincia de Sajonia, Prusia; † 20 de julio de 1945 en Siebenlehn, distrito de Meissen, Sajonia) fue un pintor y escenógrafo alemán. Es uno de los principales representantes del paisaje impresionista tardío en Sajonia.

## Vida
Altenkirch nació como el sexto hijo del maestro guarnicionero Johann Christian Friedrich Altenkirch y su esposa Dorothea Wilhelmine Auguste. Müller nació y creció en un medio modesto. Después de asistir a la escuela primaria en Ziesar, comenzó un aprendizaje de cuatro años como pintor decorativo en Berlín en 1889, que completó con distinción. Inicialmente se quedó en Berlín y trabajó como pintor oficial. Al mismo tiempo tomó clases de dibujo con Hugo Händler en la escuela de formación de voluntarios. Un viaje de estudios y su servicio militar lo llevaron a Europa del Este y Prusia Oriental en los años siguientes. Finalmente regresó a Berlín en 1897.
En el verano de 1898 comenzó a estudiar pintura en la Academia de Bellas Artes, inicialmente como pasante con Paul Vorgang, y desde noviembre de 1900 como estudiante a tiempo completo en la clase del famoso Eugen Bracht. Cuando éste se fue a la Academia de Arte de Dresde en 1902, Altenkirch lo siguió. Al año siguiente se convirtió oficialmente en asistente de Bracht.
Siguieron sus primeras exposiciones, como la exposición estudiantil de 1903 en la Academia, donde recibió una gran medalla de plata, y en 1904 una exposición conjunta con Richardt Anschütz y Otto Heinrich Engel en el Salón de Arte de Emil Richter. En la Pascua de 1906 completó sus estudios con honores y se instaló en Dresde como artista independiente. Después de unirse inicialmente a la comunidad de artistas de Die Elbier, fue miembro fundador de la Asociación de Artistas de Dresde en 1910.
En febrero de 1910 consiguió trabajo en el Teatro real de Sajonia como pintor del teatro de la corte. Sus creaciones incluían las escenografías para el estreno en Dresde del Parsifal de Richard Wagner y para la interpretación del Ring des Nibelungen con motivo del 100 aniversario del nacimiento de Wagner en 1913. En una competencia artística, Altenkirch había prevalecido previamente sobre competidores tan conocidos como Max Klinger y Lovis Corinth con sus representaciones impresionistas de paisajes, que contrastaban claramente con las descripciones detalladas y naturalistas de Wagner. Por sus servicios como escenógrafo fue premiado el 16 de junio de 1917 por el rey sajón Friedrich August III con el título de profesor.
Altenkirch también participó en la Primera Guerra Mundial. En 1916 estuvo representado en la "Segunda exposición de artistas de Dresde que están en el servicio militar" en la Galería de Dresde de Ernst Arnold. 
A principios de 1920 Altenkirch abandonó su actividad profesional, abandonó Dresde y se instaló como pintor en la pequeña localidad de Siebenlehn, donde su suegro le había regalado una casa. En este ambiente se inicia su principal período creativo como pintor. Pintó algunos de sus grupos de motivos a lo largo de los años y los colocó en el contexto de las estaciones. Durante más de dos décadas, la Reinsberger Lindenallee fue un motivo que trató con intensidad en varias ocasiones y del que realizó series de cuadros. Altenkirch estuvo representado en 1940 en la exposición de la Asociación de Artistas de Dresde "Primera Exposición del Año de Guerra 1940" en Dresde y en 1941 y 1943 en la Gran Exposición de Arte Alemán en Múnich.
Unas semanas antes de su muerte que ocurrió en julio de 1945, Altenkirch completó su última gran pintura al óleo, cuyo motivo es el jardín de la posada rural de Siebenlehner, St. Romanus.

## Obras (selección)
- Heideweg (pintura sobre tabla, óleo, 1913; en el inventario de la Galería de los Nuevos Maestros de Dresde)[2]

- Jardín de la granja Heller (pintura sobre tabla, óleo, 1923; en los fondos del museo de historia local de Nossen )[3]

- Paisaje de invierno (pintura sobre tabla, óleo, 1929)[4]

- En Augustusweg, cerca de Dresde (pintura sobre tabla, óleo; expuesta en 1941 en la Gran Exposición de Arte Alemán)[5]
- Dorfgarten en Siebenlehn (pintura sobre tabla, óleo; expuesta en 1943 en la Gran Exposición de Arte Alemán)[6]

## Galería

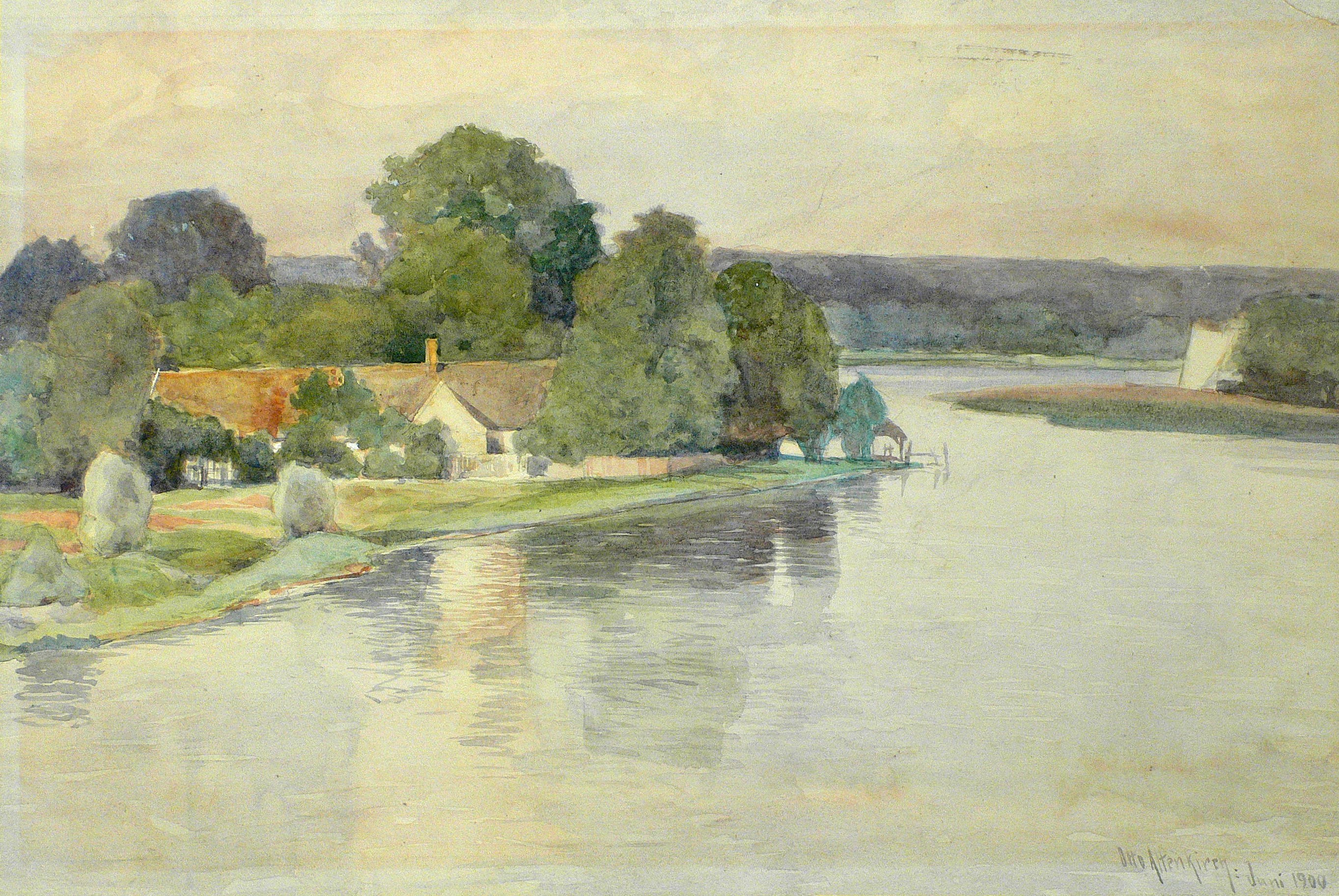
Otto Altenkirch - Im Muldental 1900
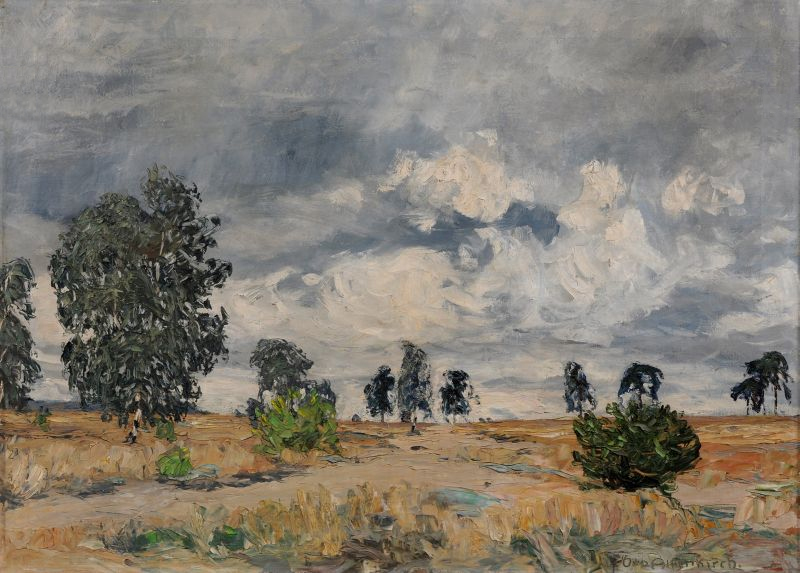
Otto Altenkirch - Birckenheide 1923
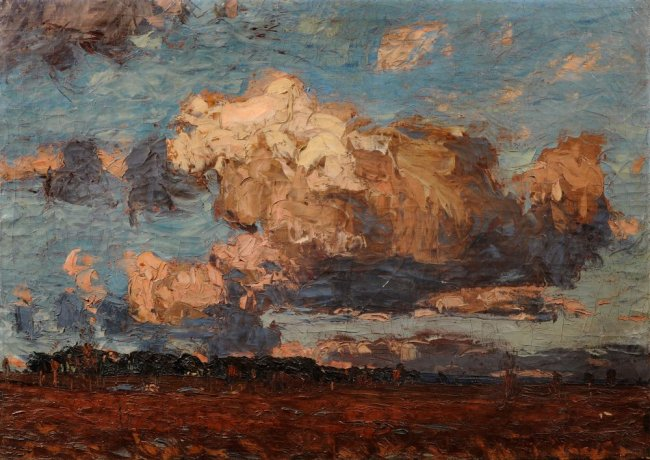
Otto Altenkirch - Herbstwolken über dem Heller 1908
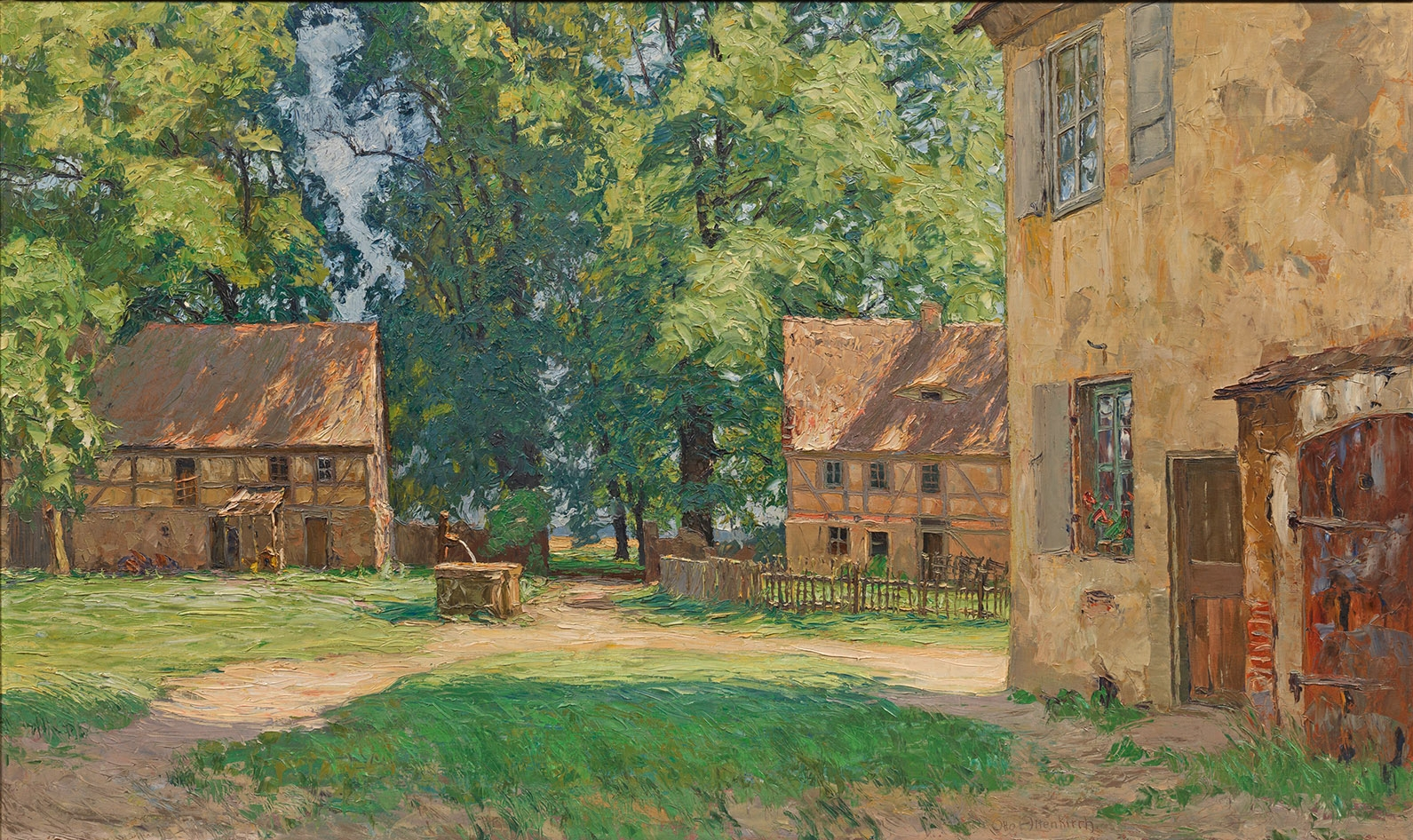
Otto Altenkirch Sommertag im Hellergut
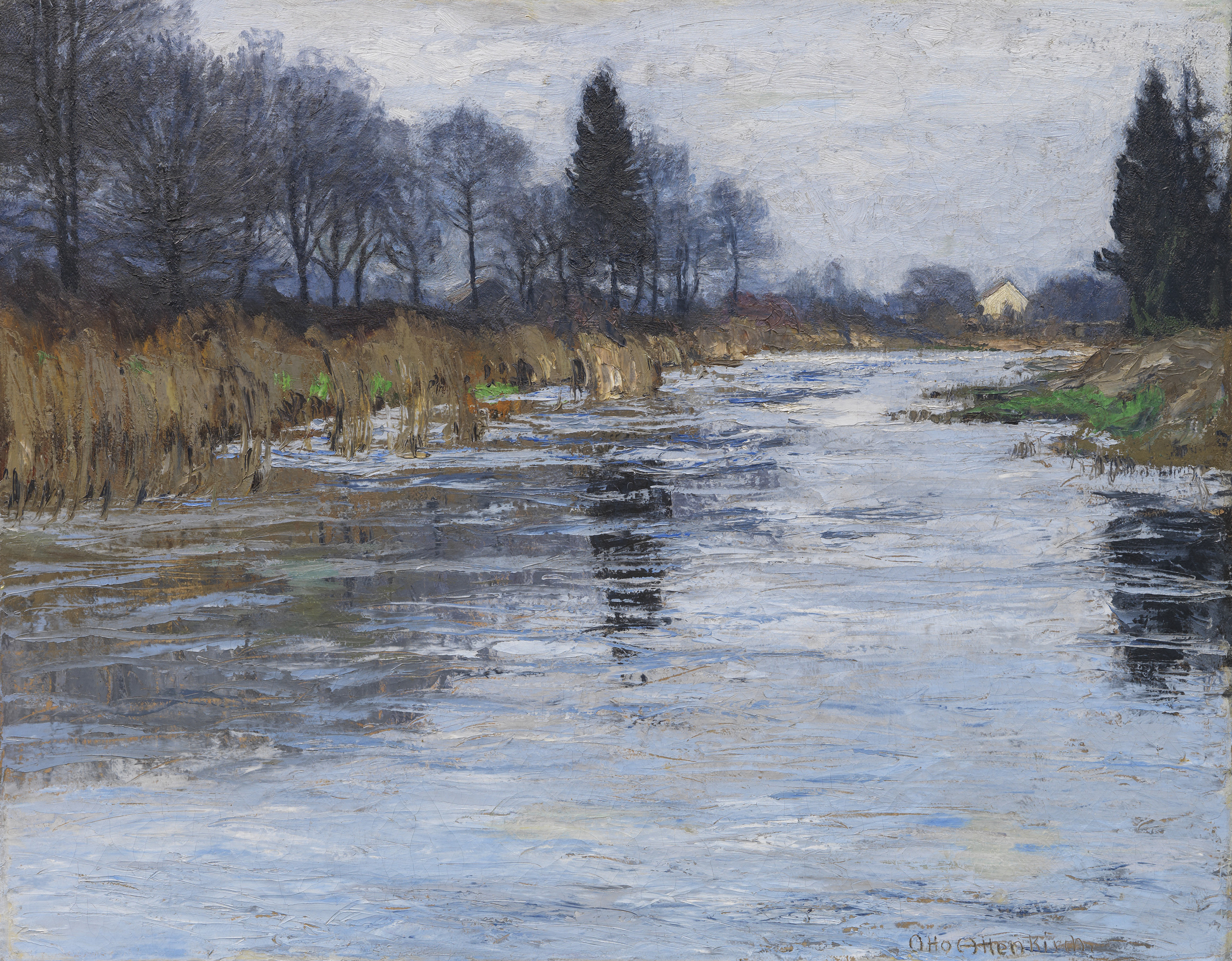
Otto Altenkirch Schilfteich an der Mulde 1925
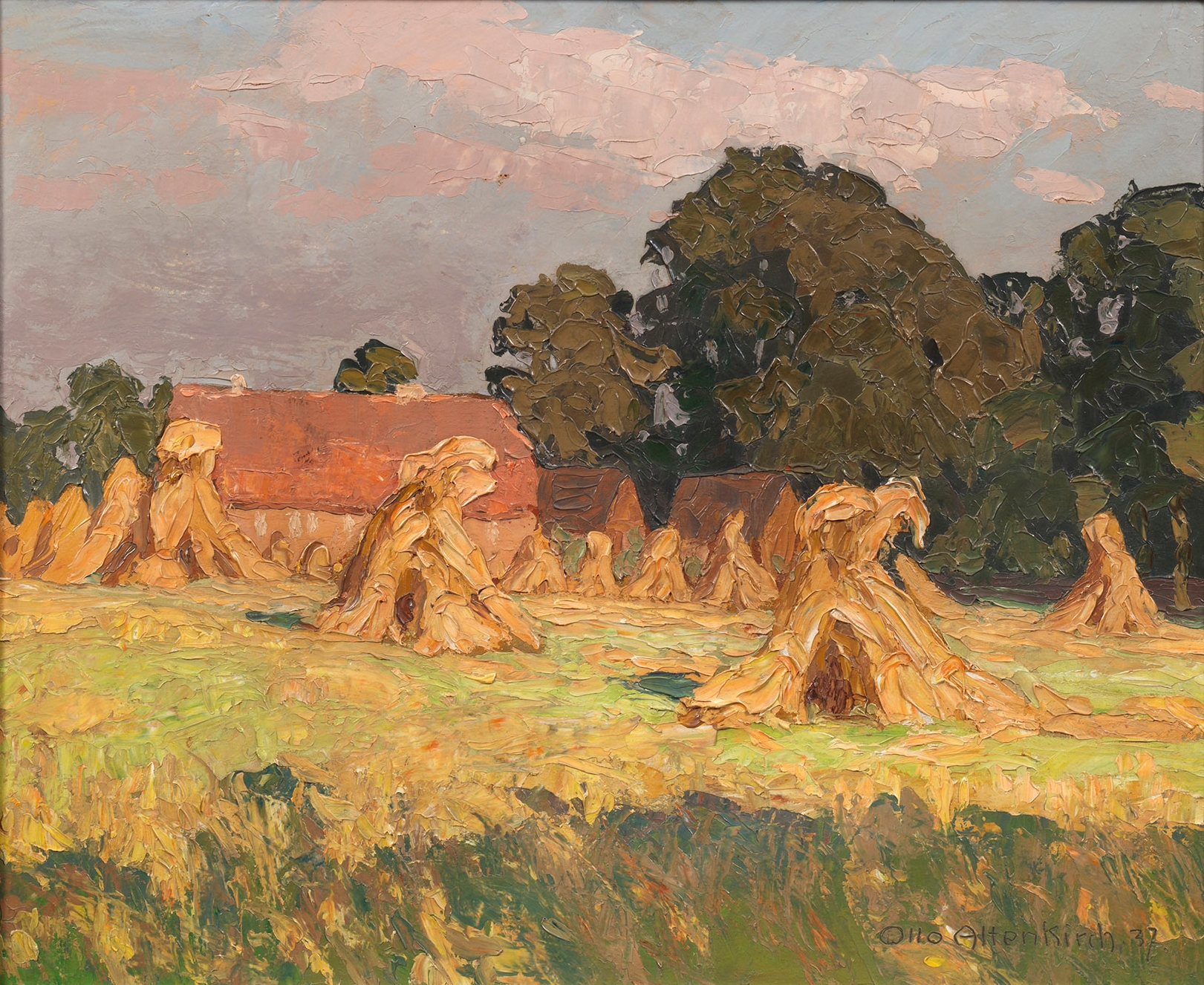
Otto Altenkirch Kornpuppen am Hellergut 1937